# Polystalactica
Polystalactica is een geslacht van kevers uit de familie bladsprietkevers (Scarabaeidae). Het geslacht werd voor het eerst wetenschappelijk beschreven in 1882 door Kraatz.

## Soorten
- Ondergeslacht Leptothyrea Kraatz, 1882
  - Polystalactica perroudi (Schaum, 1844)
- Ondergeslacht Polystalactica
  - Polystalactica affinis Kolbe, 1895
  - Polystalactica congoensis Moser, 1913
  - Polystalactica conspergata Csiki, 1909
  - Polystalactica erythreana Moser, 1913
  - Polystalactica furfurosa (Burmeister, 1847)
  - Polystalactica incerta Schein, 1956
  - Polystalactica maculipennis Moser, 1913
  - Polystalactica muscula Kolbe, 1895
  - Polystalactica paulula Kolbe, 1914
  - Polystalactica punctulata (Olivier, 1789)
  - Polystalactica sansibarica Kolbe, 1892
  - Polystalactica spectabilis Kraatz, 1899
  - Polystalactica stellata (Harold, 1879)
  - Polystalactica velutina Moser, 1910
- Ondergeslacht Trichocelis Moser, 1908
  - Polystalactica allardi Antoine, 2010
  - Polystalactica elegantula Schoch, 1896
  - Polystalactica jossoi Rojkoff, 2016
  - Polystalactica touroulti Antoine, 2010